# Cronicile din Narnia: Călătorie pe mare cu Zori-de-Zi
Cronicile din Narnia: Călătorie pe mare cu Zori-de-Zi (titlu original: The Chronicles of Narnia: The Voyage of the Dawn Treader) este un film american și britanic  din 2010 regizat de Michael Apted. Rolurile principale au fost interpretate de actorii  Georgie Henley, Skandar Keynes, Will Poulter, Ben Barnes, Liam Neeson, Simon Pegg, Tilda Swinton, William Moseley și Anna Popplewell. Este al treilea film din seria de filme Cronicile din Narnia.

## Distribuție
- Skandar Keynes ca Edmund Pevensie
- Georgie Henley ca Lucy Pevensie
- Ben Barnes ca Prințul Caspian
- Will Poulter ca Eustache Clarence Scrubb
- Gary Sweet ca Drinian
- Terry Norris ca Lord Bern
- Bruce Spence ca Lord Rhoop
- Bille Brown ca Coriakin
- Laura Brent ca Liliandil
- Tilda Swinton ca Vrăjitoarea Albă
- William Moseley ca Peter Pevensie
- Anna Popplewell ca  Susan Pevensie
- Shane Rangi ca minotaurul Tavros
- Arthur Angel ca  Rhince
- Arabella Morton ca  Gael
- Rachel Blakely ca mama lui Gael
- Steven Rooke ca  faunul Nausus
- Morgan Evans ca faunul Randy
- Tony Nixon ca  primul matelot
- David Vallon ca  Pug, negustor de sclavi
- Jared Robinson ca  Ofițer
- Roy Billing ca șeful piticilor cu un picior mare
- Neil G. Young ca  pitic cu un picior mare #2
- Greg Poppleton ca  pitic cu un picior mare #3
- Nicholas Neild ca  pitic cu un picior mare #4
- Nathaniel Parker ca tatăl lui Caspian
- Daniel Poole ca un tânăr
- Mirko Grillini ca  Marin
- Ron Kelly ca Fotograf
- Laurence Coy ca  photographe
- Douglas Gresham ca  Slaver #1
- Michael Maguire ca  Slaver #2
- Catarina Hebbard ca mătușa  Gael
- Tamati Rangi ca  Minotaur
- Lucas Ross ca  soldat frumos
- Megan Young ca tânăra infirmieră
- David Sachet ca negustor
- Ross Price ca șef de cart
- Liam Neeson ca  leul Aslan (voce)
- Simon Pegg ca șoarecele-luptător Reepicheep (voce)